# Véloparc de Bakou
Le Vélopark de Bakou, originellement un lieu de sport automobile situé à Bakou, en Azerbaïdjan, est un centre sportif principalement destiné au cyclisme.
Dans le cadre de l'édition 2015 des Jeux européens, un nouveau vélopark est construit pour accueillir les épreuves de cyclisme, notamment de BMX.

## Histoire
Le parc sur le territoire de « Vélopark » été créé au début des années 1970. En septembre 2005, des travaux de nettoyage ont démarré sur ce territoire. En 2013, la zone du parc a été transférée à la Fédération azerbaïdjanaise de cyclisme. Au cours de cette période, la Fédération a planté des milliers d'arbres sur 40 hectares de terres et construit 4 itinéraires pour les courses cyclistes. 
Construit pour accueillir les épreuves de cyclisme des Jeux européens, le vélopark a une superficie totale de plus de 30 hectares. Un circuit de BMX est construit sur 6 700 mètres carrés avec 1 197 places disponibles pour les spectateurs. Ce centre sportif se trouve au sud de la place du drapeau et du parc des jeux européens. Ilham Aliyev, président de la république d'Azerbaïdjan, son épouse Mehriban Aliyeva, présidente du Comité d'organisation de cette première édition des Jeux européens, et Arzou Aliyeva ont participé à l'ouverture de Vélopark. 
Plusieurs bâtiments sont construits sur le site : un centre d'enregistrement, des salles d'analyse des échantillons de dopage, une salle de réunion de 25 places.

## Événements
Les événements organisés à vélopark sont : le critérium cycliste (les 15 et 16 mars 2014), la course cycliste internationale du Tour d'Azerbaïdjan 2015 avec des représentants de 25 équipes de 24 pays du monde le 6 mai 2015, les Jeux européens 2015, l’édition 2018 du championnat du monde de BMX etc. 

## Galerie

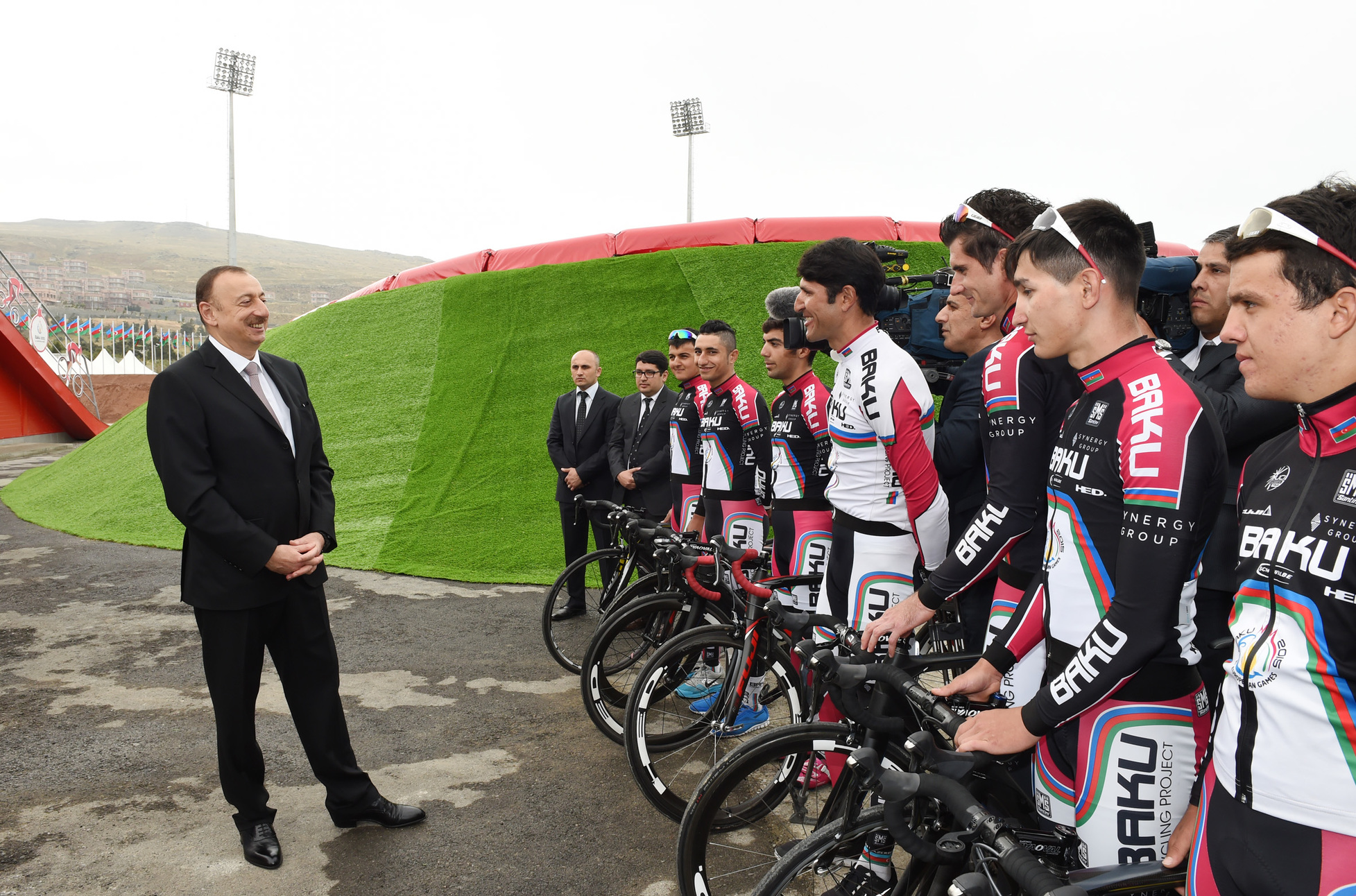
La cérémonie d'ouverture du parc BMX
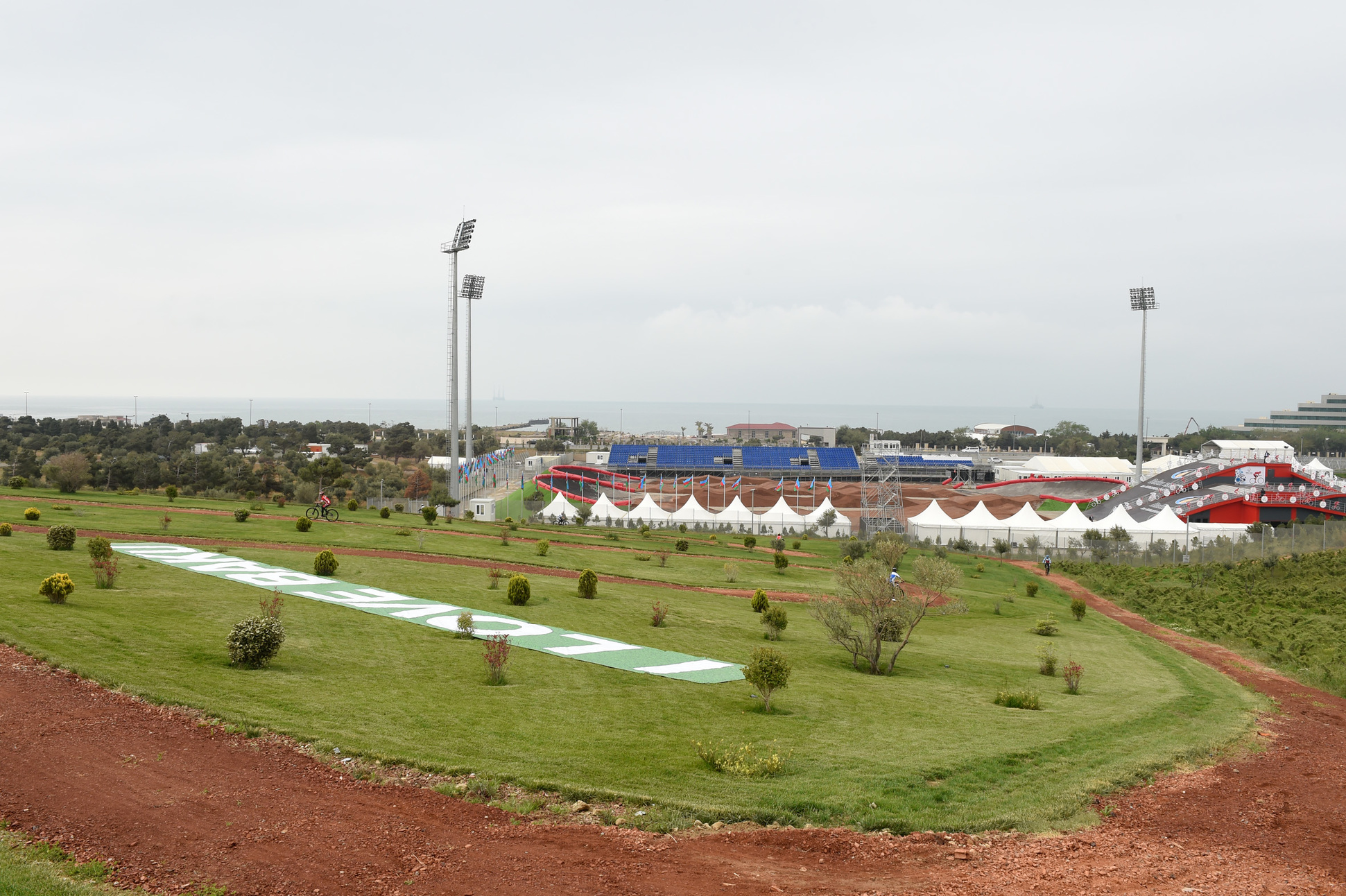
Véloparc de Bakou
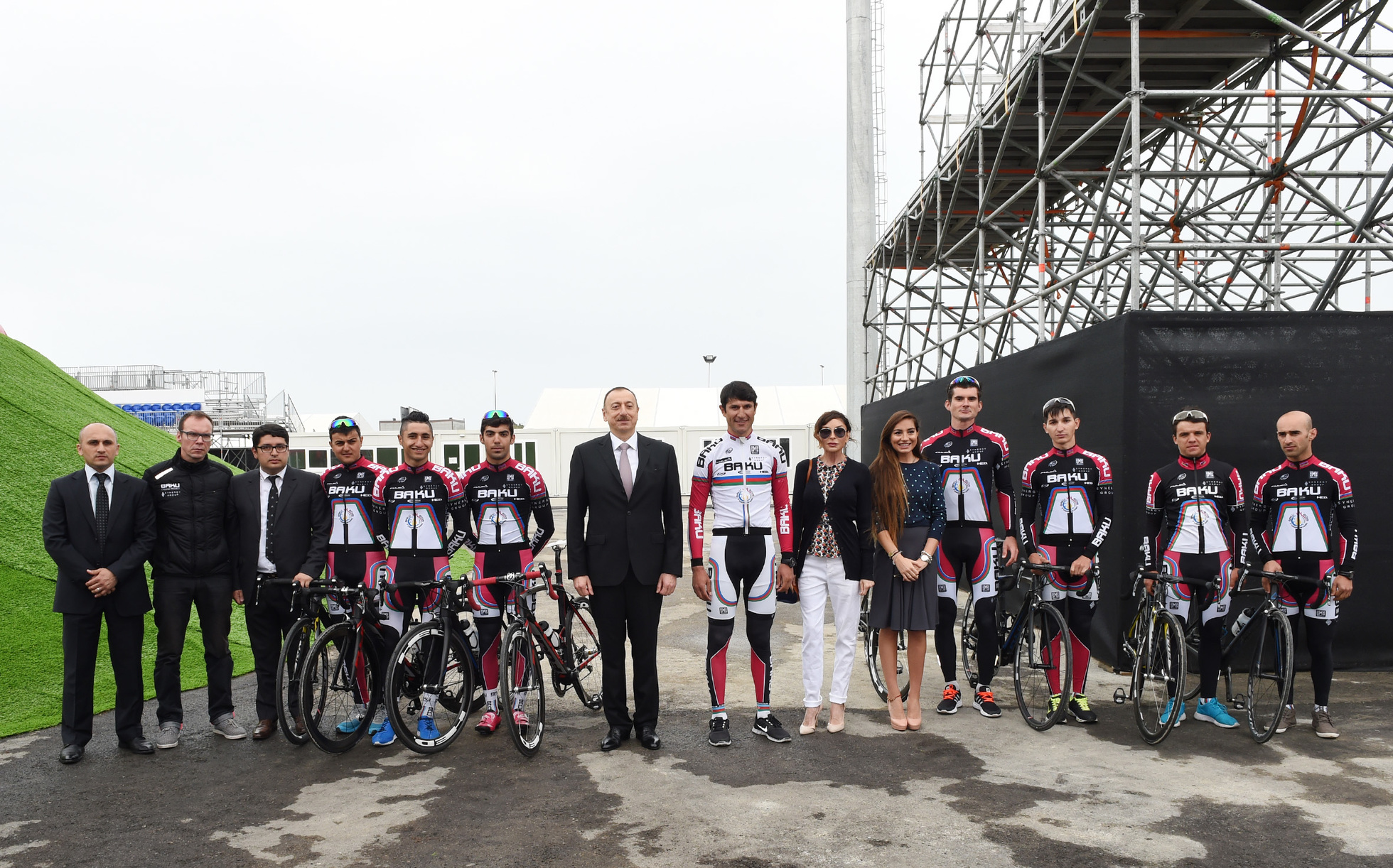
La cérémonie d'ouverture du parc BMX
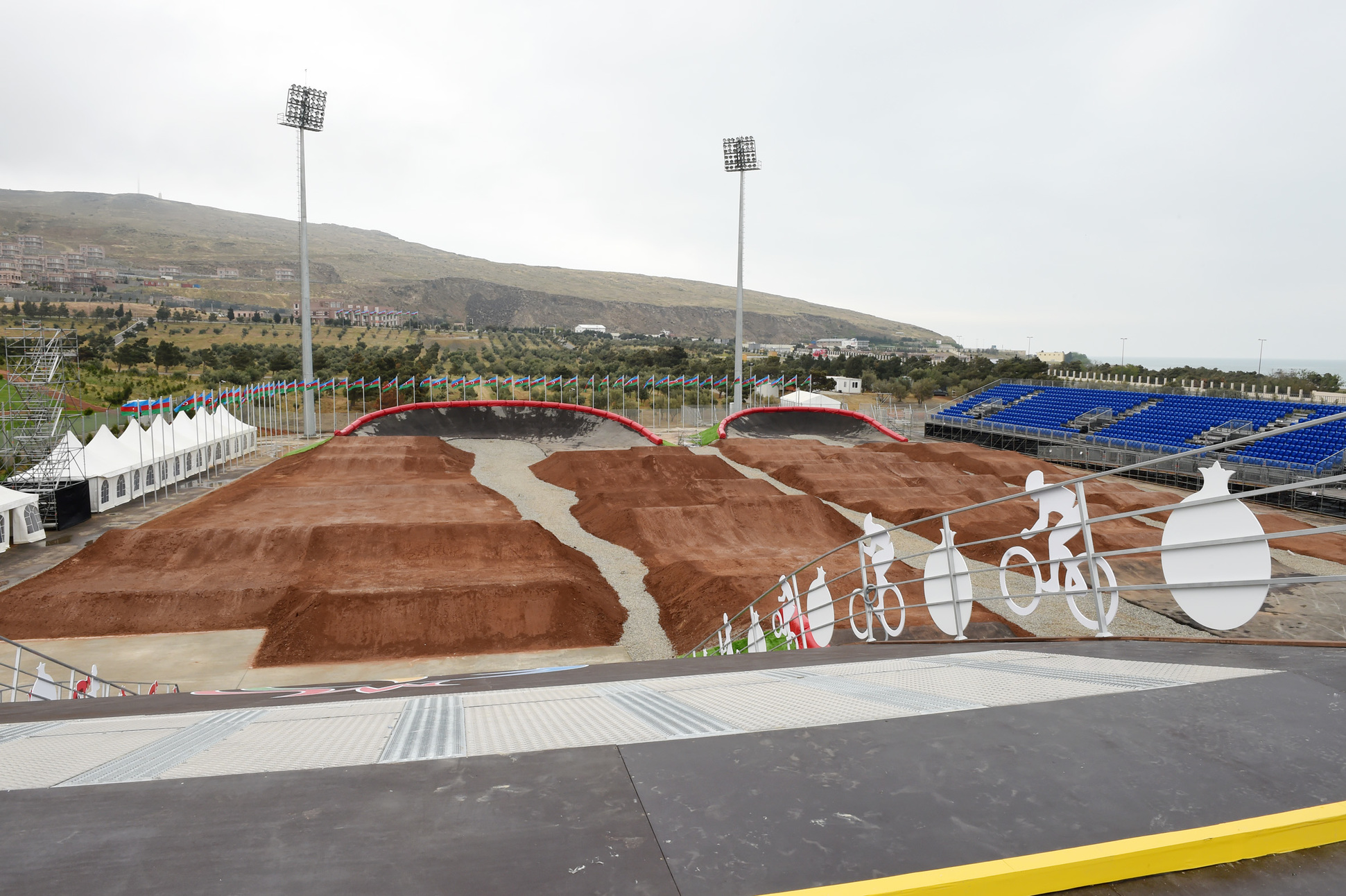
Véloparc de Bakou
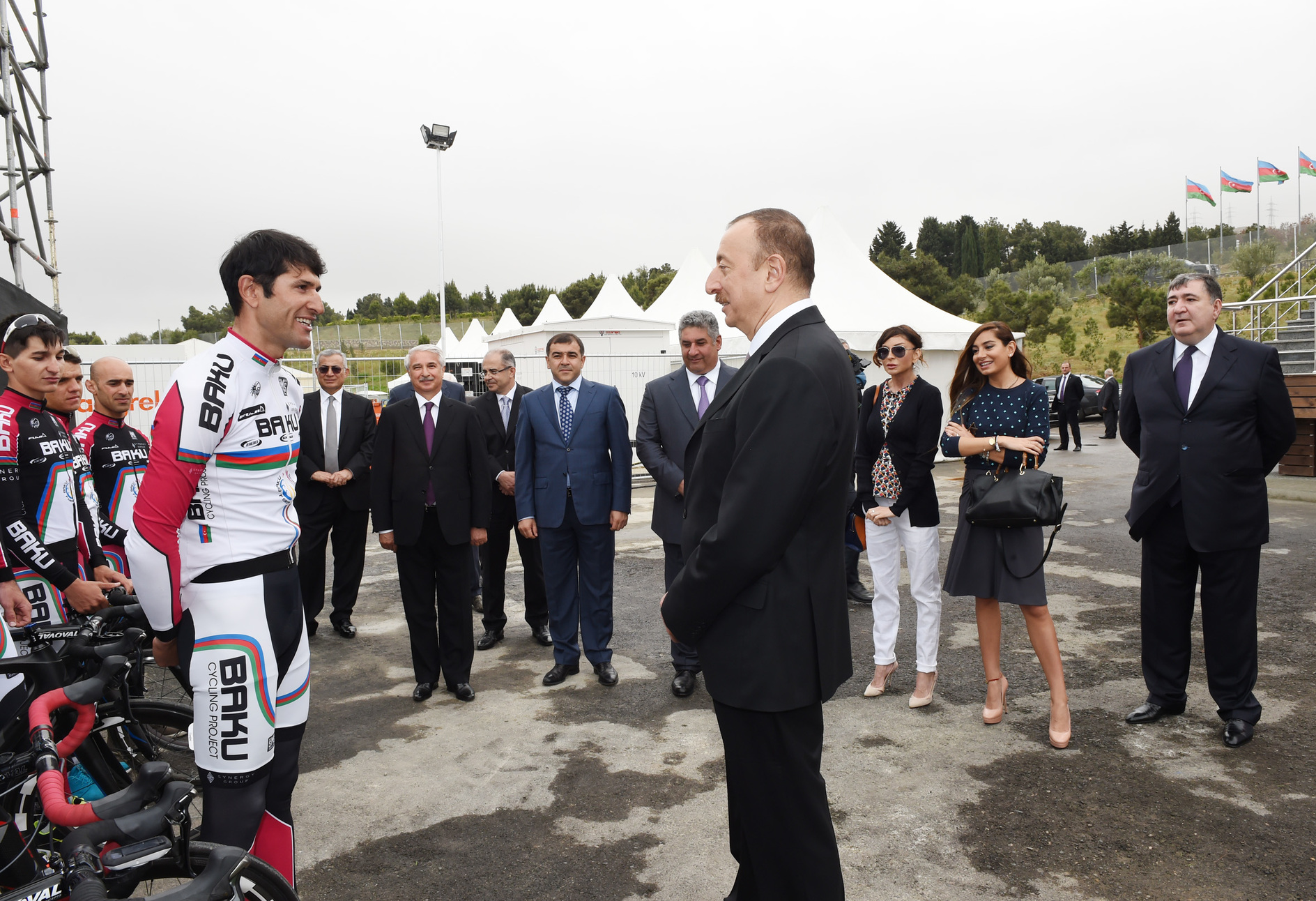
La cérémonie d'ouverture du parc BMX
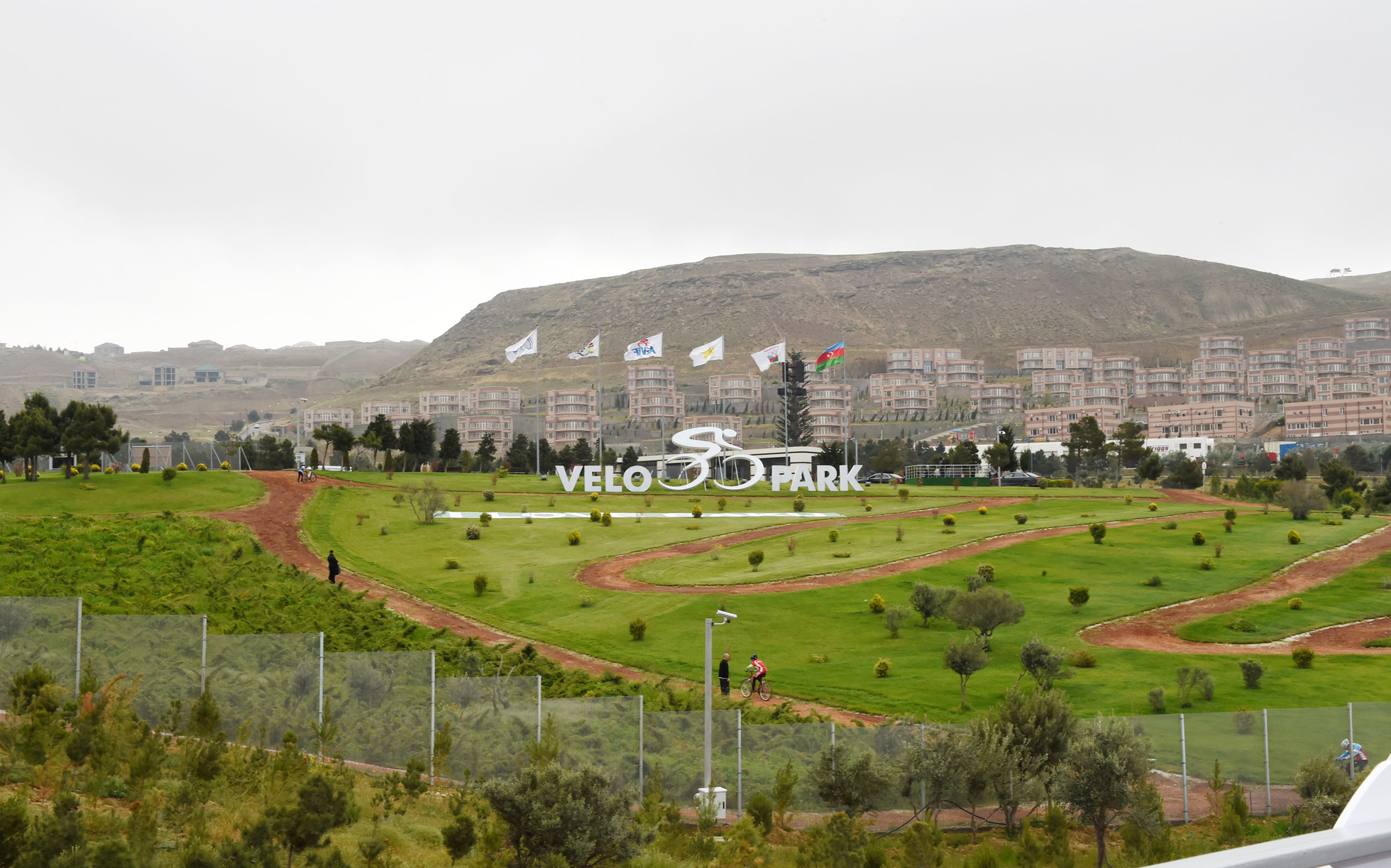
Véloparc de Bakou